# Stichoneuron calcicola
Stichoneuron calcicola är en enhjärtbladig växtart som beskrevs av Inthachub. Stichoneuron calcicola ingår i släktet Stichoneuron och familjen Stemonaceae. Inga underarter finns listade.